# 檜山村 (京都府)
檜山村（ひのきやまむら）は、京都府船井郡にあった村。現在の京丹波町の南西部、丹波綾部道路・京丹波みずほインターチェンジの周辺にあたる。

## 地理
- 山岳：櫃ヶ嶽、雨石山、兜山、西山、鼓山
- 河川：高屋川

## 歴史
- 1889年（明治22年）4月1日 - 町村制の施行により、橋爪村・大朴村・中台村・和田村・井脇村・小野村・井尻村・八田村の区域をもって発足。
- 1951年（昭和26年）4月1日 - 梅田村・三ノ宮村・質美村と合併して瑞穂村が発足。同日檜山村廃止。

## 交通

### 道路
- 山陰街道（現・国道9号）
- 綾部街道（現・国道173号）

現在は旧村域に丹波綾部道路の京丹波みずほインターチェンジが所在するが、当時は未開通。